# 維利瓦河
維利瓦河是俄羅斯的河流，由彼爾姆邊疆區負責管轄，屬於烏西瓦河的左支流，河道全長170公里，流域面積約3,020平方公里，發源自烏拉山脈西部山腳，支流有維扎伊河。

## 外部連結
- Vilva in encyclopedia of Perm Krai （页面存档备份，存于）